# Kasteel van Vrekkem
Het kasteel van Vrekkem is een kasteel in de tot de Oost-Vlaamse gemeente Ninove behorende plaats Meerbeke, gelegen aan de Halsesteenweg 60.

## Geschiedenis
Op deze plaats stond een landhuis uit 1870 met een trapgevel en een opvallend torentje, dat oogde als een kasteeltje. Het werd afgebroken, mogelijkerwijs om de weg naar Halle te verbreden en daarvoor in de plaats kwam een villa. Van het oorspronkelijke landhuis bleven de stallen, en een conciërgewoning, bewaard. Deze stallen, evenals het kasteeltje in traditionalistische stijl gebouwd, werden opgetrokken uit baksteen met gebruik van zandsteen.